# Бендер-Хомейни
Бенде́р-Хомейни́ (перс. بندر امام خمینی‎) — портовый город на юго-западе Ирана, в остане Хузестан. Входит в состав шахрестана Махшехр. На 2016 год население составляло 78 353 человек.
До 1979 года город назывался Бенде́р-Шахпу́р. Своё современное имя город получил в честь лидера исламской революции аятоллы Рухоллы Мусави Хомейни.

## Население
| 1991   | 1996   | 2006   | 2011   | 2016   |
| ------ | ------ | ------ | ------ | ------ |
| 56 998 | 55 936 | 67 467 | 72 357 | 78 353 |

## География
Город находится на юге Хузестана, на побережье Персидского залива. Бендер-Хомейни расположен на расстоянии приблизительно 100 километров к юго-востоку от Ахваза, административного центра провинции и на расстоянии 65 километров к северо-востоку от Абадана.

## История порта
Бендер-Хомейни является конечной станцией Трансиранской железной дороги, которая связывает побережье Персидского залива со столицей страны, Тегераном.
Во время Второй мировой войны, в порту Бендер-Шахпура разгружались корабли союзников, доставлявшие грузы, предназначенные для передачи СССР по ленд-лизу.
До начала ирано-иракской войны Бендер-Хомейни был важнейшим нефтеналивным портом Ирана.